# Prisma pentagonal aumentado
Em geometria, o prisma pentagonal aumentado é um dos sólidos de Johnson (J52). Como o nome sugere, pode ser construído aumentando-se um prisma pentagonal ao juntar-se uma pirâmide quadrada (J1) a uma de suas faces.